# Lured Innocence
 Lured Innocence és una pel·lícula estatunidenca dirigida per Kikuo Kawasaki el 1999.

## Argument
Una cambrera d'un bar d'una petita ciutat de província no recula davant de res per sortir del seu forat: fingeix l'amor per a un vell ric i per un jove immadur.

## Repartiment
- Dennis Hopper: Rick Chambers
- Marley Shelton: Elsie Townsend
- Devon Gummersall: Elden Tolbert
- Talia Shire: Martha Chambers
- Michael Cudlitz: Harry Kravitz